# Bataille de Halule
Révolte Babylonienne

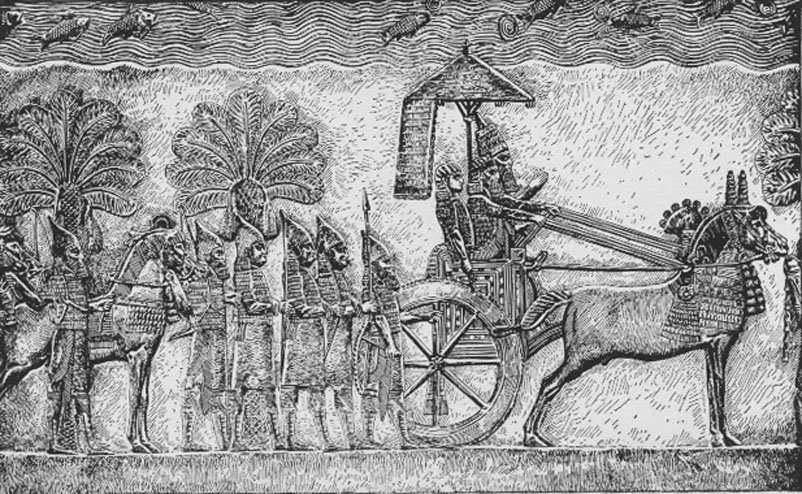
Sennacherib pendant sa guerre contre Babylone

La bataille de Halule est une bataille qui eut lieu près de la ville d'Halule lors d'une rébellion des Babyloniens, Chaldéens et tribus araméennes contre les Assyriens en 691 av. J.-C.,. Avec l'aide de l'Élam, les rebelles constituèrent une armée qui affronta celle du souverain assyrien Sennacherib dans cette bataille à l'issue indécise, les deux camps revendiquant la victoire. Il semble toutefois que les Assyriens aient subi les plus lourdes pertes mais, quand le souverain élamite mourut, Sennacherib en profita pour attaquer à nouveau Babylone, qu'il prit et détruisit en -689.